# Kaigetsudō Ando

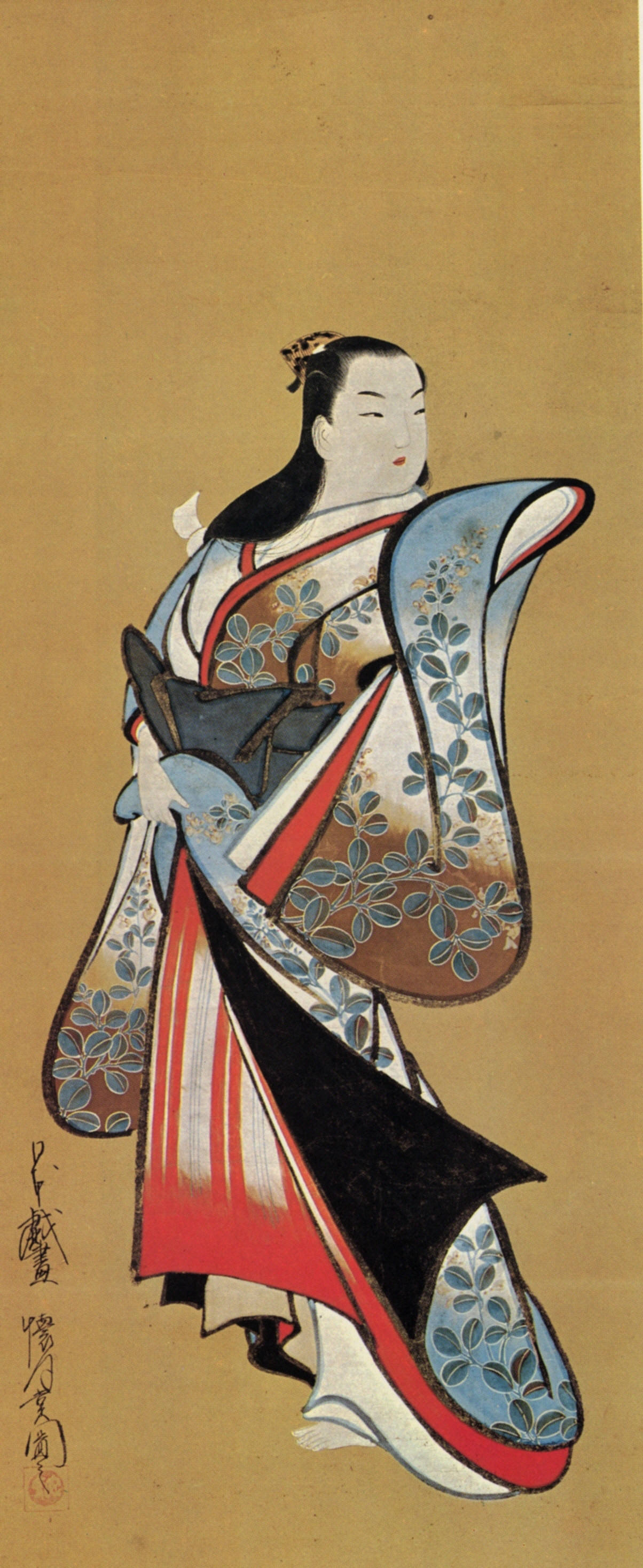
Pintura bijin-ga de uma cortesã feita por Ando.

Kaigetsudō Ando (壊月堂安度, c. 1671–1743), também conhecido como Ando Yasunori, foi um pintor japonês, fundador da escola Kaigetsudō e importante elemento da história da arte ukiyo-e. Embora influente e prolífico, é tido que muitos dos trabalhos atribuídos a ele foram, na verdade, criados por seus discípulos. Umas das suas principais características criativas era a escolha pelo uso exclusivo da pintura, sem qualquer trabalho em xilogravura.
O particular foco de Ando recaia na bijin-ga, um estilo de se retratar belas mulheres. Na sua época, ele e sua escola quase que monopolizaram a produção de peças retratando cortesãs de Yoshiwara, zona de meretrício de Edo, hoje Tóquio. Seu estilo é especialmente distinto pelos elaborados e fortemente coloridos padrões nos quimonos das cortesãs. Tais representações destacavam a moda feminina vigente ou, menos frequentemente, eram criações do próprio pintor. Sua escolha temática tem sido definida, em comparação com a cultura ocidental, como o equivalente às pin-ups.